# Uromyces niteroyensis
Uromyces niteroyensis ist eine Ständerpilzart aus der Ordnung der Rostpilze (Pucciniales). Der Pilz ist ein Endoparasit von Panicum- und Setaria-Süßgräsern. Symptome des Befalls durch die Art sind Rostflecken und Pusteln auf den Blattoberflächen der Wirtspflanzen. Sie ist in Süd- und Mittelamerika verbreitet.

## Merkmale

### Makroskopische Merkmale
Uromyces niteroyensis ist mit bloßem Auge nur anhand der auf der Oberfläche des Wirtes hervortretenden Sporenlager zu erkennen. Sie wachsen in Nestern, die als gelbliche bis braune Flecken und Pusteln auf den Blattoberflächen erscheinen.

### Mikroskopische Merkmale
Das Myzel von Uromyces niteroyensis wächst wie bei allen Uromyces-Arten interzellulär und bildet Saugfäden, die in das Speichergewebe des Wirtes wachsen. Aecien oder Spermogonien der Art sind nicht bekannt. Die gelb- bis zimtbraunen Uredien des Pilzes wachsen beid- oder überwiegend unterseitig auf den Wirtsblättern und haben gelbliche Paraphysen. Ihre zimtbraunen Uredosporen sind 29–38 × 20–27 µm groß, eiförmig bis breitellipsoid und fein stachelwarzig. Die Telien der Art sind schwarzbraun und spät offenliegend. Die gold- bis kastanienbraunen Teliosporen sind einzellig, eckig eiförmig und 22–27 × 14–20 µm groß. Ihre Stiele sind farblos und bis zu 25 µm lang.

## Verbreitung
Das bekannte Verbreitungsgebiet von Uromyces niteroyensis reicht von Kuba und Mexiko bis nach Argentinien und Brasilien.

## Ökologie
Die Wirtspflanzen von Uromyces niteroyensis sind Panicum antidotum und verschiedene Setaria-Arten. Der Pilz ernährt sich von den im Speichergewebe der Pflanzen vorhandenen Nährstoffen, seine Sporenlager brechen später durch die Blattoberfläche und setzen Sporen frei. Die Art verfügt über einen Entwicklungszyklus, von dem bislang lediglich Telien und Uredien sowie deren Wirt bekannt sind; Spermogonien und Aecien konnten dem Pilz nicht zugeordnet werden.